# Telemonitoring
Telemonitoring is een medische praktijk die op afstand toezicht houdt op patiënten die niet op dezelfde locatie zijn als de zorgverlener. Telemonitoring is een samentrekking van het Griekse tele wat afstand betekent en monitoring uit het Engels wat controleren, toezicht houden op, volgen betekent. Telemonitoring is een onderdeel van e-health.

## Telemonitoring
Bij telemonitoring zal een patiënt in het algemeen een aantal controleapparaten thuis hebben. De resultaten van deze apparaten zullen via de telefoon of andere digitale applicaties zoals smartphone, iPad of computer worden gecommuniceerd met de zorgverlener. De zorgverlener geeft op basis van deze informatie feedback aan de patiënt. Telemonitoring is een handige manier voor patiënten om reizen naar het ziekenhuis te vermijden en om een aantal van de simpele taken van de gezondheidszorg voor zichzelf uit te voeren. In aanvulling op de technologische objectieve monitoring (toezicht/controle), omvatten de meeste telemonitoringprogramma's subjectieve vragen met betrekking tot de patiënt zijn gezondheid en comfort. Deze interviews kunnen automatisch gebeuren via de mobiele telefoon en daarnaast kan telemonitoringsoftware met ingebouwde algoritmes de patiënt ook helpen in contact te blijven met de zorgverlener. Het contact loopt dan via streng beveiligd internet. De zorgverlener kan dan beslissingen nemen over de behandeling van de patiënt, gebaseerd op een combinatie van subjectieve en objectieve informatie, vergelijkbaar met informatie die tijdens een niet-elektronische afspraak tot stand komt.
Telemonitoringapparaten kun je grofweg indelen in twee categorieën:
- geïmplanteerde apparaten – apparaten die in het menselijk lichaam zitten zoals een pacemaker met een monitoringfunctie,
- niet-geïmplanteerde apparaten – apparaten bij mensen thuis.

Enkele van de meest voorkomende dingen die telemonitoringapparatuur kunnen bijhouden zijn bloeddruk, hartslag, gewicht, bloedglucosewaarden en hemoglobine. Telemonitoring is in staat om informatie te presenteren over alle vitale functies, zolang de patiënt over de nodige meetapparatuur beschikt op zijn of haar locatie. Afhankelijk van de ernst van de toestand van de patiënt, kan de zorgverlener deze statistieken dagelijks of wekelijks controleren en aan de hand daarvan de beste behandeling bepalen.
Telemonitoring is gebruikelijk voor patiënten met diabetes, chronische darmklachten, longziekten zoals COPD of hartklachten. Deze patiënten kunnen profiteren van regelmatige monitoring van vitale symptomen en regelmatige feedback van de zorgverlener zonder heen en weer te pendelen naar de zorgverlener. Telemonitoring is vooral effectief voor mensen met diabetes en hypertensie, want het is uiterst belangrijk dat de vitale statistieken van dergelijke patiënten consequent worden gecontroleerd. Ziektes zoals colitis ulcerosa of crohn kunnen lange tijd zonder al te veel complicaties aanwezig zijn, maar ook ineens opvlammen. Daardoor zijn deze ziekten ook interessant om te monitoren met hulp van telemonitoring.

## Voordelen
Er zijn een aantal voordelen van telemonitoring voor zowel de patiënt als de zorgverlener. Voor de zorgverlener is telemonitoring een efficiënte manier om de nodige informatie te verzamelen zonder dat het veel tijd kost. Dit efficiënte middel van het verzamelen van informatie is ook relevant voor ziektegebaseerd onderzoek, omdat een grote hoeveelheid informatie kan worden verzameld en geregistreerd met weinig inspanning. Telemonitoring is nuttig voor patiënten omdat ze veel vaker dan anders feedback kunnen krijgen van hun zorgverlener over hun vitale statistieken. De patiënt zal zich meer bewust zijn van zijn of haar vitale statistieken, wat een beter gevoel kan geven. Deze wisselwerking kan een positief effect hebben, en de patiënt kan zich steeds meer betrokken voelen bij de eigen behandeling.

## Onderzoek
Er wordt steeds meer onderzoek gedaan naar de effecten van telemonitoring op de gezondheid van patiënten. Uit Nederlands wetenschappelijk onderzoek in 2017 blijkt dat telemonitoring van patiënten met chronische inflammatoire darmaandoeningen (IBD) zorgde voor een halvering van het aantal ziekenhuisopnamen, minder polibezoeken en een hogere therapietrouw. Uit onderzoek van Duitse en Amerikaanse wetenschappers blijkt dat hartpatiënten en andere chronisch zieken geen baat zouden hebben bij telemonitoring. Uit Spaans onderzoek bleek dat telemonitoring met educatieve en motivationele aspecten wel een positief had op patiënten met hartfalen. Ziekenhuisopnamen werden teruggedrongen en patiënten ervoeren een betere kwaliteit van leven.

## Telemonitoring in Nederland
In Nederland zijn meerdere telemonitoringinitiatieven. Wanneer deze projecten succesvol blijken, wordt getracht ze op te schalen naar grotere gebruikersgroepen. Deze projecten zitten deels nog in de pilotfase. In deze fases wordt veel onderzoek gedaan naar de telemonitoringprojecten.